# Langgar
Langgar is een bestuurslaag in het regentschap Purbalingga van de provincie Midden-Java, Indonesië. Langgar telt 5412 inwoners (volkstelling 2010).